# Exogini

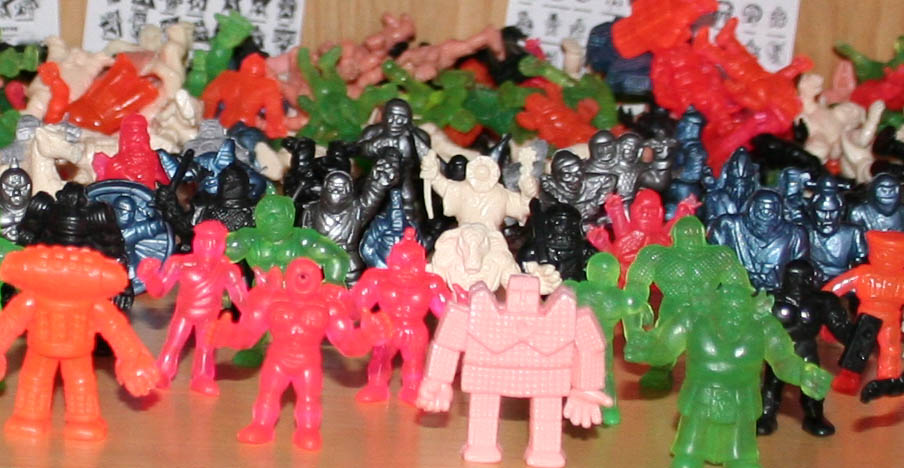
Una collezione di Exogini

Gli Exogini sono una linea di giocattoli lanciata sul mercato nel 1987 dalla GiG, costituita da una serie di piccole staction figure (action figure statiche) dell'altezza di circa 4 cm realizzate in gomma di vari colori trasparenti ed opachi. Gli Exogini si suddividono in quattro serie: la prima uscita appunto nel 1987, la seconda nel 1988, la terza nel 1998 e la quarta (non più della GIG ma della Giochi Preziosi e non riconosciuta tale dai collezionisti “vintage”) nel 2018. Gli Exogini si differenziano fra di loro per "personaggio" e "colore". La combinazione "colore-personaggio" è la discriminante che rende un Exogino comune o meno, in quanto i vari personaggi non furono commercializzati in egual numero per colore. 

## Prima serie
I quaranta personaggi che costituiscono la prima serie erano una piccola parte dalla linea di pupazzetti gommosi giapponesi Kinkeshi tratti dal manga/anime Kinnikuman (M.U.S.C.L.E. negli Stati Uniti d'America, Muscleman in Francia, Musculman in Spagna e giunto nel 2005 anche in Italia con la serie TV sequel Ultimate Muscle) che tratta di bizzarri lottatori di wrestling, mentre in italia si trasformarono in "misteriosi alieni". Erano distribuiti singolarmente in bustine, al prezzo di 500 lire. In seguito furono venduti anche in barattoli da dieci pezzi (4 500 lire) e piramidi da venti o quaranta pezzi (rispettivamente 8 000 e 12 000 lire). Si suddividono, oltre che per personaggio, anche per colore: i classici rosa, verde, arancione trasparenti e color carne opaco, più due colori speciali trasparenti contenenti brillantini. In seguito, visto l'enorme successo, furono ristampati in nuovi colori: blu metallizzato, grigio metallizzato, bianco, nero e viola.
| Gruppo A                                                                                        | Gruppo B | Gruppo C | Gruppo D                                                                                            |
| ----------------------------------------------------------------------------------------------- | --- | --- | --------------------------------------------------------------------------------------------------- |
| - Aquila - Crono - Ira - Samurai - Scudiero - Sirio - Stentore - Teiera - Testa di ferro - Toro | - Centauro - Ciclope - Dinosauro - Ercole - Giusto - Golia - Guerriero Stellare - Nemesi - Tenaglia - Testa Piatta | - Cerbero - Cobra - Fantasma - Fobos - Kamikaze - Maciste - Medusa - Minotauro - Testa di Stella - Unicorno | - Faraone - Gigante - Marte - Mattone - Rambo - Sfinge - Teseo - Tesoriere - Testa di Roccia - Vite |

## Seconda serie
Se la serie precedente era ispirata alla lotta libera, la seconda ai guerrieri ninja (che a quel tempo spopolavano al cinema, in TV, nei cartoni animati, fra i giocattoli e i videogames). I personaggi, in tutto quarantotto, erano infatti tratti dalla serie americana di pupazzetti gommosi collezionabili N.I.N.J.A. MITES prodotti dalla Panosh. I colori prodotti sono: bianco, nero, blu metallizzato, grigio metallizzato, viola metallizzato, rosso, rosa trasparente e rosa "babol".
| Gruppo A                                                                          | Gruppo B                                                                    | Gruppo C                                                                                     | Gruppo D                                                                         | Gruppo E                                                               | Gruppo F                                                                                           |
| --------------------------------------------------------------------------------- | --------------------------------------------------------------------------- | -------------------------------------------------------------------------------------------- | -------------------------------------------------------------------------------- | ---------------------------------------------------------------------- | -------------------------------------------------------------------------------------------------- |
| - Accetta - Cospiratore - Oracolo - Spiedo - Sirena - Segreto - Piedone - Fetonte | - Flash - Pugno - Vulcano - Karate - Panico - Angelo - Il mascherato - Nike | - Piranha - Pluton - Volpone - Sputafuoco - Mefisto - Testa di scheletro - Il Monaco - Molla | - Tarlo - Banzai - Carbonaro - Satiro - Teste gemelle - Triangolo - Iride - Fama | - Oceano - Scarabeo - Vandalo - Babele - Fauno - Bruto - Zero - Dedalo | - Terremoto - Donnola - Vendicatore - Testa a punta - Labirinto - Sciacallo - Tantalo - I due nani |

Il cosiddetto "Gruppo C" costituisce gli exogini definiti non-comuni, mentre il "Gruppo F" quelli super-rari poiché in Italia ne sono stati distribuiti pochissimi esemplari.

## Terza serie
Uscita nel 1998, nel tentativo, non riuscito, di replicare il successo della prima serie, è costituita da 33 figure di extraterrestri, divise in tre schieramenti da 11, caratterizzati da colori dominanti (rosso, verde, blu); più 6 figure speciali color oro. Ciascun personaggio ha stampato sotto i piedi un numero che indica il grado o la forza. Questa volta i personaggi potevano essere usati, secondo le loro caratteristiche, per un vero e proprio gioco da tavolo le cui dinamiche ricordavano molto la morra cinese. Gli accessori particolari furono i cannoni rossi (Marziani), blu (Plutoniani) e verdi (Venusiani). Anche questi personaggi furono tratti dalla serie di collezionabili Fistful of Aliens negli Stati Uniti d'America o フィストエイリアン in Giappone che a differenza della linea italiana contava diversi pezzi in più o personaggi con colorazioni completamente diverse: un esempio è l'Exogino Coriolano, che nella serie originale è un mutante (tipo di personaggio non presente nella serie italiana) chiamato Psychonator, ricolorato di blu per appartenere al popolo dei Plutoniani. Questa serie non ebbe il successo sperato; ed ancora oggi è tenuta in bassa considerazione dai collezionisti. I personaggi presenti in questa serie sono suddivisi in quattro "popoli", ovvero Plutoniani (Exogini blu, in originale Bluespews), Marziani (Exogini rossi, in originale Dredrocks), Venusiani (Exogini verdi, in originale Gangreens) e Superalieni (Exogini dorati), ovvero personaggi speciali (il cui pianeta di provenienza non è specificato) più potenti degli altri che nel gioco sconfiggono qualunque popolo. Alcuni personaggi riprendono il proprio nome dai personaggi delle due serie precedenti.
| Plutoniani | Marziani | Venusiani | Superalieni                                            |
| --- | --- | --- | ------------------------------------------------------ |
| - Vandalo - Coriolano - Rocker - Fetonte - Maciste - Ira - Nemesi - Scheletro - Sultano - Sciacallo - Dottor Acido | - Bruto - Ercole - Minotauro - Medusa - Octopus - Cerbero - Gigante - Spaccaossi - Sei Braccia - Panico - Terror | - Fauno - Araknos - Scarabeo - Sgorbio - Vulcano - Tenaglia - Ingordo - Vendicatore - Aspirator - Tallone - Tuono | - Mefisto - Il Monaco - Tremoto - Orco - Fobos - Rombo |

## Quarta serie
La quarta serie degli Exogini, a marchio Giochi Preziosi (proprietaria del marchio GiG), è stata prodotta a partire dal 2018. È composta da personaggi semovibili e luminosi, completamente diversi nello stile e nell'idea da quelli classici.
| Gruppo A                              | Gruppo B                            | Gruppo C                      | Gruppo D                             |
| ------------------------------------- | ----------------------------------- | ----------------------------- | ------------------------------------ |
| - Tim & Squid - Ranger Danger - Tango | - Doc Mc Flies - Muddy - Sluggy Boy | - Robojeeno - Octavius - Slim | - Blinkin - Captain Parrot - Blaaaah |

## Altri sviluppi
La Prima serie dei Gormiti, uscita nel 2005 e prodotta da GiG/Giochi Preziosi, doveva essere la quarta serie degli Exogini con dei personaggi completamente nuovi e non presi da serie di giocattoli collezionabili uscite all'estero, con una modalità di gioco ispirata alla terza serie degli Exogini. Il progetto subì poi un'evoluzione che lo portò ad essere un franchise a sé stante, ma alcuni Gormiti della Prima serie e della Seconda serie presentano i nomi dei vecchi Exogini, come Tenaglia e Dedalo.